# 陳諺瑩
陳諺瑩，為台灣的節目、新聞主播。曾任鳳凰衛視記者、中天新聞台主播、主持人。現任TVBS《新聞大白話》主持人。
公公許嘉棟曾任中華民國財政部部長，姨母為前國民黨籍立委郭素春，表哥為現任國民黨籍立委洪孟楷。

## 學歷
- 政治大學廣播電視學系畢業
- 南加州大學國際公共政策管理研究所系畢業

## 經歷
- 鳳凰衛視記者（？～2012年）。
- 中天新聞台專任主播（2012年9月～2022年7月8日）。
- 中天新聞台《前進戰略高地》主持人（2022年3月5日～2022年7月2日）。
- TVBS《新聞大白話》主持人(2022年7月19～）。

## 外部連結
- 陳諺瑩的Facebook專頁
- 陳諺瑩的Instagram帳戶